# Патарський дороговказ
Патарський дороговказ (лат. Stadiasmus Patarensis) — колонна в стародавньому місті Патара в Лікії, на якій перелічені відстані до різних поселень цієї римської провінції, міліарій. Монумент датується періодом правління давньоримського імператора Клавдія (41-59 роки н. е.).
На самому монументі нема позначення, яку саме назву він носив. На передній його частині згадується імператор Клавдій. На бічних — названі дороги, які пов'язували Патару з іншими частинами Лікії. Відстані між поселенями були вказані в стадіях, але самі значення відстаней не збереглися. Монумент пов'язують з іменем римського намісника Лікії Квінта Веранія, який керував провінцією з 43 року та сприяв побудові нових доріг між поселеннями регіону.
Фрагменти монументу виявлено в Патарі після підпалу пам'ятки 1993 року.